# Paul Brown (Footballtrainer)
Paul Eugene Brown (* 7. September 1908 in Norwalk, Ohio; † 5. August 1991 in Cincinnati, Ohio) war ein US-amerikanischer American-Football-Trainer in der All-America Football Conference (AAFC), in der American Football League (AFL) und in der National Football League (NFL). Brown trainierte dabei die Cleveland Browns und die Cincinnati Bengals.
Er gewann mit den Cleveland Browns dreimal die NFL-Meisterschaft (1950, 1954 und 1955) und wurde 1967 in die Pro Football Hall of Fame gewählt.

## Jugend
Paul Brown wurde als Sohn eines Fahrdienstleiters einer Eisenbahngesellschaft geboren. Im Alter von neun Jahren zog er mit seiner Familie von Norwalk nach Massillon, wo er auch die High School besuchte. Von 1923 bis 1925 spielte er als Quarterback für die „Massillon High School Tigers“ und war damit Nachfolger von Harry Stuhldreher. Nach seinem Schulabschluss studierte er zunächst an der Ohio State University. Da Brown der Meinung war, dass er nicht die körperlichen Fähigkeiten hat um in einer höherklassigen College-Football-Mannschaft zu spielen, wechselte er an die Miami University. In seinem letzten Studienjahr wurde er in die Ligaauswahlmannschaft gewählt. Brown absolvierte ein Lehramtsstudium und machte 1930 seinen Bachelor.

## Trainerlaufbahn

### Lehrer/High-School-Footballtrainer
Nach seinem Studium arbeitete Paul Brown als Lehrer und Trainer an verschiedenen Schulen, bevor er ab 1932 im Alter von 24 Jahren Lehrer an seiner alten High School in Massillon wurde. Als Trainer der Footballmannschaft gewann er bis 1940 80 Spiele, verlor acht und spielte mit seiner Mannschaft zweimal unentschieden. In den Jahren 1935, 1936, 1938–1940 blieb er mit seinem Team gänzlich ungeschlagen. Alleine im Jahr 1940 gelangen seiner Mannschaft 477 Punkte bei sechs Gegenpunkten. Sein Team gewann insgesamt sechsmal Ligameisterschaften und viermal den Landestitel. Ab 1934 war Brown an der Schule auch als Sportdirektor tätig. Aufgrund der Erfolge seiner Mannschaft war die Schule gezwungen, ab 1936 ein neues Stadion mit einer Kapazität von 21.000 Personen zu bauen. Das Stadion wurde 1939 eröffnet und später in Paul Brown Tiger Stadium umbenannt.
Bereits während seiner Zeit in Massillon führte Brown neue Trainingstechniken und Spieltaktiken ein. So wurden die Spielzüge in Spielplänen erfasst und dem jeweiligen Gegner angepasst. Er sagte die Spielzüge an und benutzte einen Guard, den er vor dem Spielzug einwechselte dazu dem Quarterback die entsprechenden Weisungen zu übermitteln. Brown kümmerte sich aber auch um das Umfeld eines Spiels. Er führte ein Maskottchen im Tigerkostüm ein und förderte die Musikband der Schule, die dann während der Spiele zur Unterhaltung der Zuschauer auftrat.

### Collegetrainer
Im Jahr 1941 wurde Brown Trainer der Buckeyes, der Footballmannschaft der Ohio State University. Im Jahr 1942 gewann seine Mannschaft die Big Ten Conference und wurde von Associated Press zum nationalen Titelträger ernannt. Brown blieb noch ein Jahr länger Trainer in Columbus. Als Collegetrainer konnte er achtzehn von 27 Spielen gewinnen und verlor davon acht Spiele. Während des Zweiten Weltkriegs diente Paul Brown als Lieutenant Junior Grade in der US Navy. Er trainierte eine Marinefootballmannschaft in Chicago. Unmittelbar nach dem Krieg kehrte er nicht mehr in den Collegesport zurück.

### Profitrainer

#### Cleveland Browns
Im Jahr 1945 wurde in den USA eine neue Profiliga ins Leben gerufen – die All-America Football Conference. Dazu wurde in Cleveland ein neues Team gegründet. Die Erfolge von Paul Brown hatten auch die Profivereine aufmerksam werden lassen. Noch während seiner Zeit bei der Marine wurde Brown von der Mannschaft aus Cleveland verpflichtet. Bis zum Start der Liga wurden ihm monatlich 1000 US-Dollar ausbezahlt. Mit Beginn der ersten Spielrunde wurde ihm ein Jahressalär von 20.000 US-Dollar und 15 % des Vereinsgewinns ausbezahlt. Zudem sollte das Team nach ihm benannt werden. Mit der Verpflichtung von Brown nannte sich die neugegründete Mannschaft fortan Cleveland Browns.

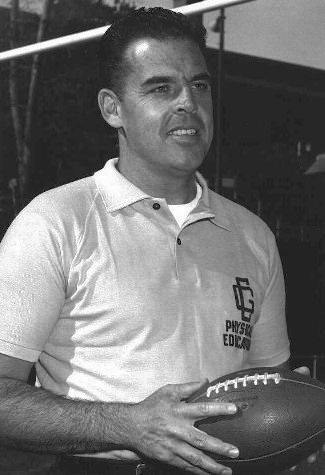
Otto Graham

Auch als Profitrainer überließ Paul Brown nichts dem Zufall. Er führte Intelligenztests bei den Spielern ein, betrieb umfangreiche Analysen des Gegners und der Spieler anhand von Filmaufnahmen und heuerte zahlreiche Assistenztrainer an. Auch die technische Ausstattung der Spieler wurde mit der Einführung des Gesichtsgitters wesentlich verbessert.
Paul Brown war es vor der Eröffnungssaison der AAFC gelungen zahlreiche junge Spieler, die nach ihrer Karriere in die Pro Football Hall of Fame aufgenommen wurden, an das Team zu binden. So verpflichtete er als Quarterback Otto Graham, den er bereits als Collegespieler kennengelernt hatte. Hinzu kamen Spieler wie der Runningback Marion Motley, der Guard Bill Willis oder der End Dante Lavelli. Bis zur Auflösung der Liga nach der Saison 1949 blieben die Browns das spielbestimmende Team in der Liga. Im Jahr 1946 gewannen die Browns während der Regular Season zwölf von vierzehn Spielen und konnten in das AAFC Endspiel einziehen. Gegner im Endspiel waren die von Ray Flaherty trainierten New York Yankees, die mit 14:9 besiegt werden konnten. Im folgenden Jahr konnten erneut die Yankees im Endspiel besiegt werden, diesmal verloren sie mit 14:3. Im Jahr 1948 blieb Brown mit seiner Mannschaft in der regular Season ungeschlagen. Gegner im Endspiel waren diesmal die Buffalo Bills, die bei der 49:7-Niederlage keine Chance hatten. Das vierte und letzte AAFC-Meisterschaftsspiel trugen die Browns gegen die von Buck Shaw trainierten San Francisco 49ers aus. Auch dieses Spiel endete mit einem Sieg der Mannschaft aus Cleveland. Die 49ers unterlagen mit 21:7.
Nach der Saison 1949 stellte die AAFC den Spielbetrieb ein und die Browns wurden in die NFL übernommen. Allgemein wurde die AAFC als die schwächere Liga eingestuft und den Browns wurde prophezeit, dass sie keine große Rolle in der NFL spielen sollten. Paul Brown bewies den Kritikern seiner Mannschaft das Gegenteil. Zusammen mit den von Buddy Parker trainierten Detroit Lions dominierten die Browns in den nächsten Jahren die NFL. Im Spieljahr 1950 konnten die Browns die von Joe Stydahar trainierten Los Angeles Rams im Endspiel mit 30:28 schlagen. In den nächsten drei Spieljahren scheiterten die Browns jeweils im Meisterschaftsspiel an den Rams und zweimal an den Lions, konnten sich aber 1954 gegen die Mannschaft aus Detroit im Endspiel mit 56:10 durchsetzen. 1955 zogen die Browns zum sechsten Mal in Folge in das NFL-Endspiel ein und konnten sich diesmal wiederum gegen die Rams mit 38:14 behaupten. Das Endspiel 1957 war für die Browns die siebte Finalteilnahme in acht Jahren. Die Mannschaft verlor das Endspiel gegen die Detroit Lions deutlich mit 59:14.
Die Erfolge der Browns machten sich auch wirtschaftlich bemerkbar. Während im Jahr 1950 lediglich ein Rundfunksender nur die Auswärtsspiele der Browns übertrug, zeigten im Jahr 1959 84 Fernsehstationen landesweit die Spiele des Teams.
Im Jahr 1961 kaufte Art Modell die Mannschaft aus Ohio. Das Verhältnis zwischen Brown und Modell war äußerst gespannt. Brown forderte auch von Modell bei der Zusammenstellung des Teams die volle Handlungsfreiheit. Zwischen beiden Personen kam es bezüglich der Auswahl von Spielern und wie sie eingesetzt werden sollten zu ständigen Streitigkeiten. So forderte Modell den Einsatz des an Leukämie erkrankten Ernie Davis, der von Brown aufgrund von dessen Krankheit abgelehnt wurde. Letztendlich führten die Kontroversen zwischen den beiden zur Entlassung von Paul Brown nach der Saison 1962.

#### Cincinnati Bengals
1959 wurde in Chicago eine neue Footballliga aus der Taufe gehoben – die American Football League (AFL). Im Gegensatz zur AAFC konnte sich die AFL dauerhaft etablieren. 1967 wurde von einer Investorengruppe um Paul Brown die Cincinnati Bengals gegründet. Die AFL erhielt für die Zulassung der Sportfranchise insgesamt 7,7 Millionen US-Dollar. Brown der einen Geschäftsanteil von 10 % an den Cleveland Browns hielt, gab seinen Anteil zuvor ab. Er wurde General Manager und Trainer der Mannschaft aus Cincinnati. Einen Meisterschaftserfolg konnte er mit den Bengals jedoch nicht mehr feiern. Bis zur Niederlegung seines Traineramts nach der Saison 1975 gelang ihm lediglich dreimal der Einzug in die Play-offs, wo die Mannschaft allerdings immer vorzeitig ausschied. Paul Brown blieb allerdings bis zu seinem Tod als General Manager und Vize-Präsident im Amt. In seine Amtszeit fiel der Bau des Riverfront Stadiums. Unter den Head Coaches Forrest Gregg 1981 und Sam Wyche (einem ehemaligen Spieler von Brown) 1988 gewannen die Bengals jeweils das AFC Championship Game, verloren aber den Super Bowl XVI und den Super Bowl XXIII jeweils gegen die San Francisco 49ers. Paul Brown starb an einer Lungenentzündung. Er ist auf dem Rose Hill Cemetery in Massillon beerdigt.

## Einfluss von Paul Brown auf den Footballsport

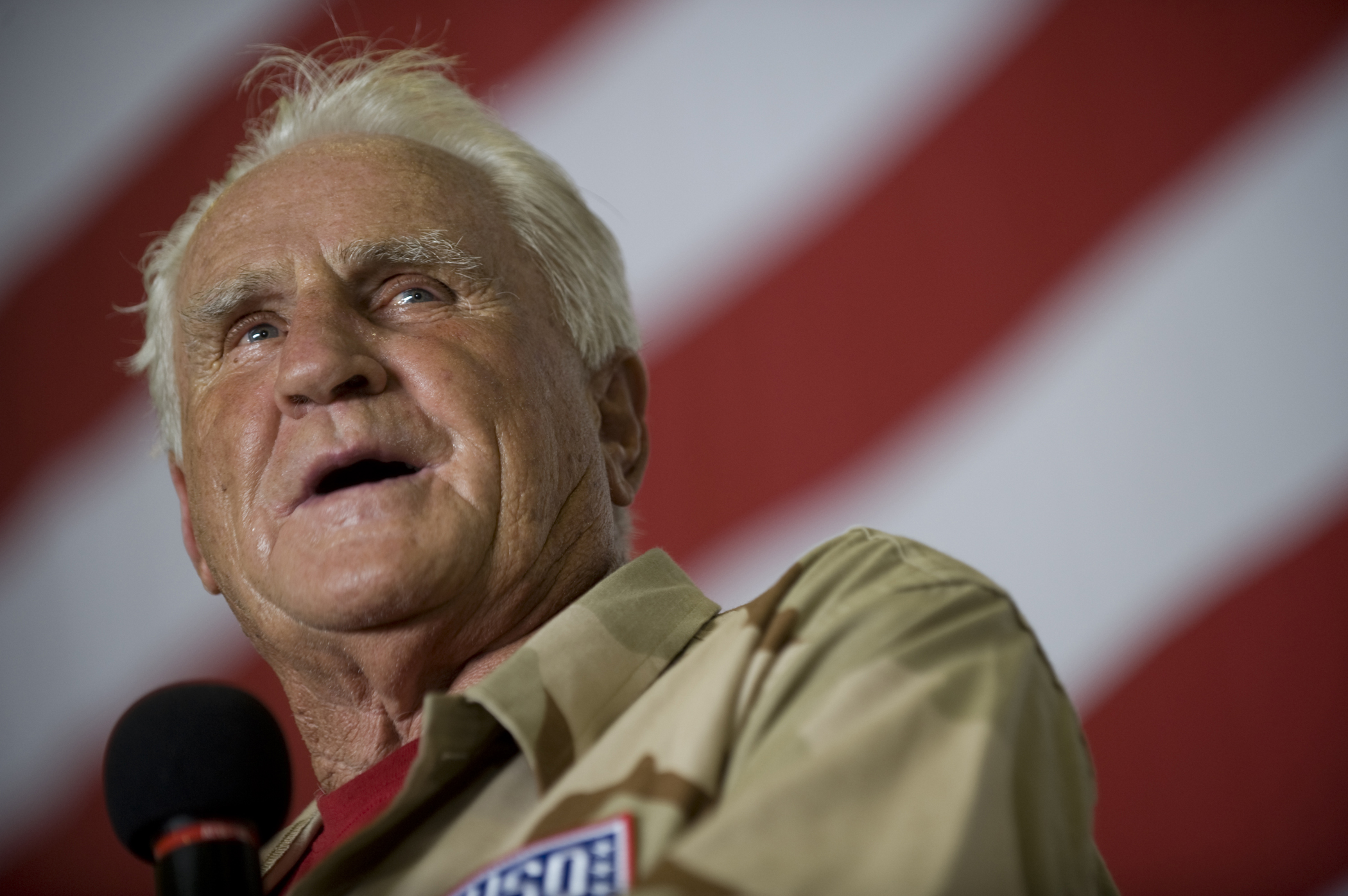
Don Shula 2009

Neben zahlreichen bereits beschriebenen Neuerungen machte sich Paul Brown auch als Ausbilder von Nachwuchstrainern einen Namen. Zahlreiche Trainer waren zuvor als Spieler oder als Assistenztrainer von Brown aktiv gewesen:
- Blanton Collier war Assistenztrainer bei den Cleveland Browns unter Paul Brown. Er wurde sein Nachfolger im Traineramt und gewann mit den Browns 1964 die NFL-Meisterschaft.
- Weeb Ewbank war von 1949 bis 1953 Assistenztrainer bei den Browns und gewann den Super Bowl III als Trainer der New York Jets.
- Chuck Noll spielte von 1953 bis 1959 bei den Cleveland Browns und gewann als Head Coach mit den Pittsburgh Steelers insgesamt viermal den Super Bowl.
- Don Shula war in den Jahren 1951 und 1952 bei den Browns als Spieler aktiv und gewann zweimal mit den Miami Dolphins den Super Bowl.
- Ed Ulinski gewann als Spieler mit den Browns alle vier AAFC Titel. Nach einer Zwischenstation bei den Baltimore Colts kehrte er als Assistenztrainer zu den Browns zurück. Er betreute die Mannschaft in den Meisterschaftsspielzeiten 1954, 1955 und 1964 und war bis 1984 im Trainerstab der Browns tätig.
- Bill Walsh war von 1968 bis 1975 ein Assistent von Brown bei den Cincinnati Bengals. Er gewann als Trainer der San Francisco 49ers dreimal den Super Bowl.

Sein Sohn Mike Brown ist heute der Präsident der Bengals. Die Spieler Otto Graham, Marion Motley, Bill Willis, Dante Lavelli, Lou Groza, Frank Gatski, Jim Brown, Len Ford, Mike McCormack, Bobby Mitchell und Charlie Joiner wurden nach ihren Karrieren in die Pro Football Hall of Fame aufgenommen.

## Ehrungen

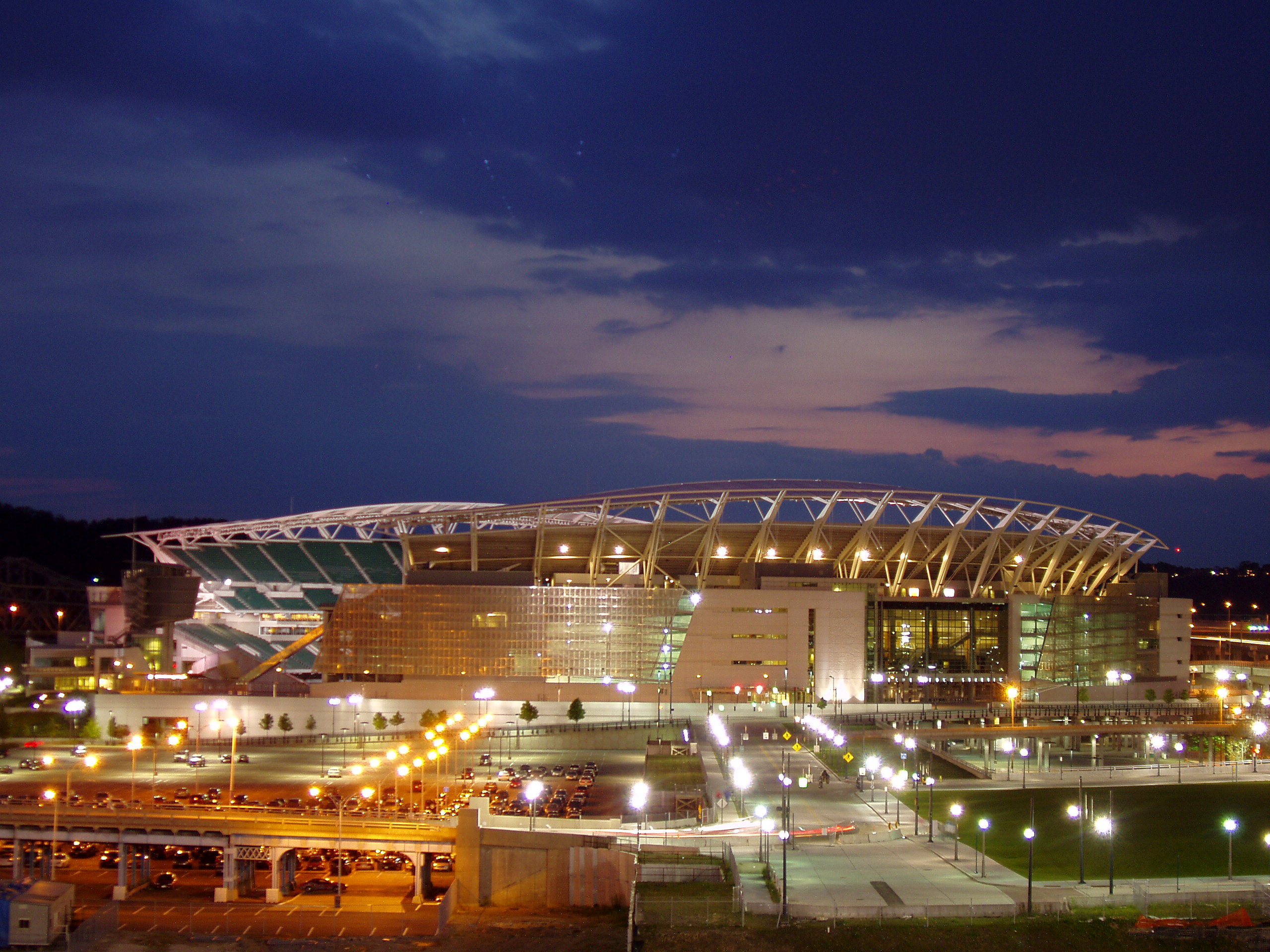
Paul Brown Stadium

Paul Brown wurde insgesamt sechsmal zum NFL Coach of the Year (Trainer des Jahres) gewählt. Die Bengals benannten ihre neue Spielstätte, das Paul Brown Stadium nach ihm. Er ist Mitglied in der Ohio Sports Hall of Fame und seit 1967 in der Pro Football Hall of Fame.